# Amulett

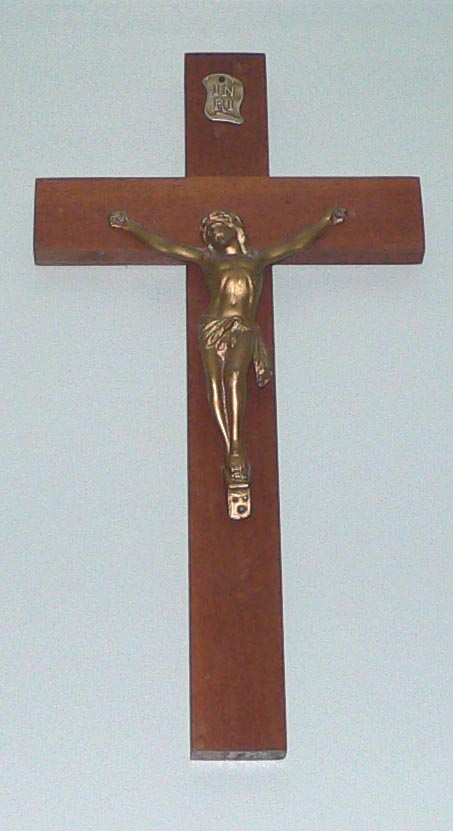
Ett krucifix är enligt kristen tradition ett skydd mot demoner och dylikt, som ett heligt tecken på Kristi seger över allt ont.

Amulett är ett föremål som bärs mot kroppen till magiskt skydd mot sjukdom och olycka.
En amulett kan också vara en erövrad trofé, exempelvis klor och tänder från vilda djur, smycken, stenar eller mineraler. Föremålet har tillerkänts en 
magisk innebörd och anses därför ge kraft eller lycka.